# Віра та впевненість

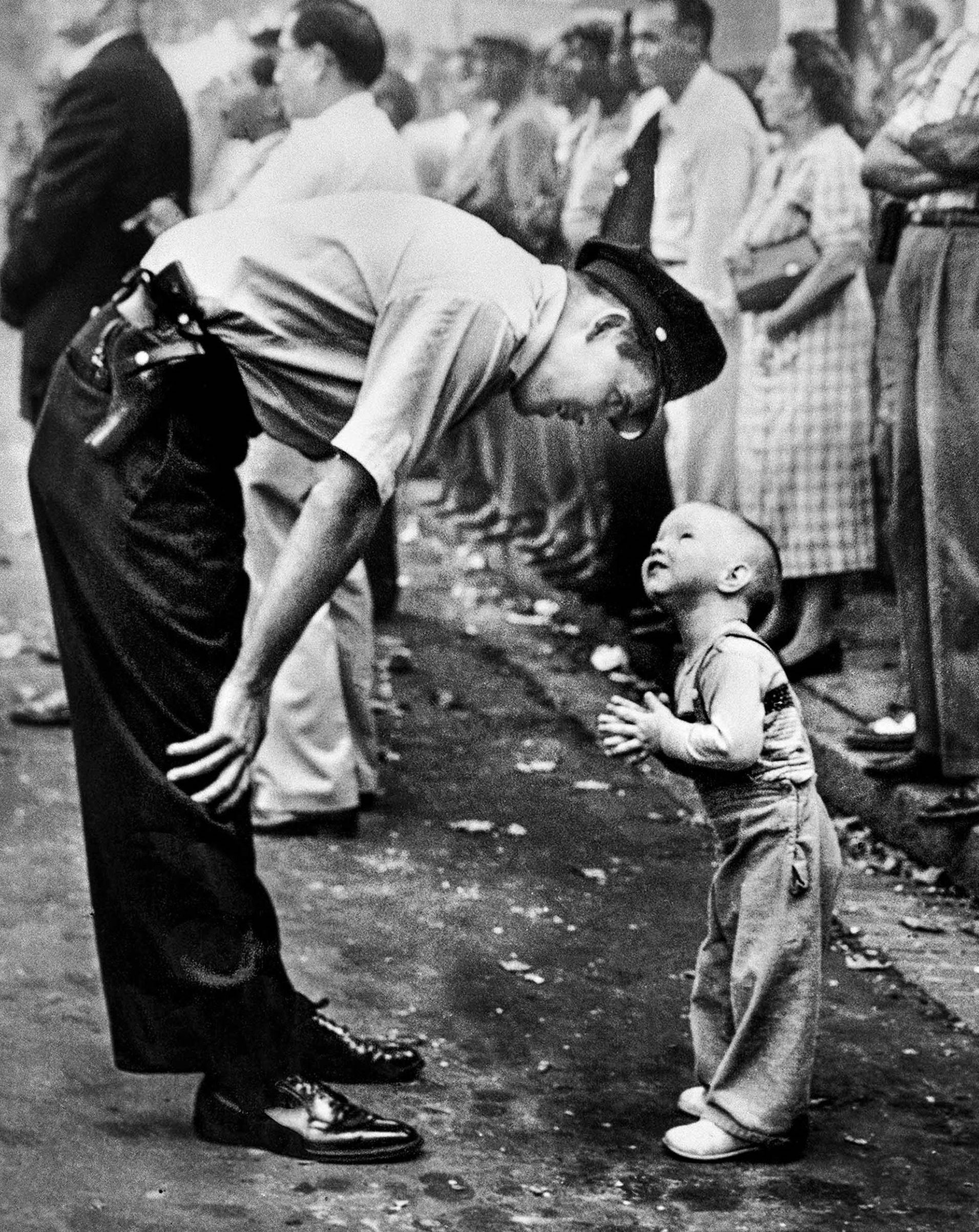
«Віра та впевненість» (1957), поліцейський терпляче розмовляє з дворічним хлопчиком

«Віра та впевненість» — фотографія, створена в 1957 році фотографом Вільямом С. Біллом у Вашингтоні, окрузі Колумбія. На знімку зображено дворічного Аллана Вівера, який адресує питання поліцейському Морісу Куллінану. Фотографію було визначено як винятковий і в 1958 році нагороджено Пулітцерівською премією.

## Історія
Як головний фотограф видання The Washington Daily News Вільям Белл відвідав парад у Чайна-тауні, розташованому в Вашингтоні, окрузі Колумбія. Під час події він створив знімок, який отримав визнання та нагороди. Зазначена фотографія була опублікована в стовпці цього видання, викликаючи глибоке враження серед читачів. Своєю популярністю зображення здобуло визнання не лише в рамках власного видання, але й стало предметом інтересу інших видань, зокрема впливовий журнал Life.